# 마티외 페브르
마티외 페브르(프랑스어: Mathieu Faivre, 1992년 1월 18일~)는 프랑스의 알파인 스키 선수이다. 올림픽에 3회 참가했으며 2022년 동계 올림픽 남자 대회전 종목에서 동메달을 획득했다.